# Party Up (Up in Here)
Party Up (Up in Here) è un singolo del rapper statunitense DMX, pubblicato il 20 febbraio 2000 come secondo estratto dal terzo album in studio ...And Then There Was X.
Il brano è stato scritto da Earl Simmons e Kasseem Dean e prodotto da Swizz Beatz. Fa parte della colonna sonora del film Fuori in 60 secondi ed è udibile anche in molti altri film tra cui Due sballati al college, King's Ransom, Le ragazze del Coyote Ugly, Hardball, First Sunday - Non c'è più religione, Broken City, Zack & Miri - Amore a... primo sesso, Una spia e mezzo, Il sogno di Calvin e Ghostbusters.

## Tracce
CD Singolo (Europa)
1. Party Up (Radio Edit) – 3:48
2. Party Up (Instrumental) – 5:12
3. Slippin' – 5:05
4. Party Up (Note) – 3:57

CD Singolo (Stati Uniti)
1. Party Up (Up In Here) (Mainstream Radio Edit) – 2:49
2. Party Up (Up In Here) (Clean Version) – 3:48
3. Party Up (Up In Here) (Instrumental Version) – 4:36
4. Party Up (Up In Here) (Call Out Research Hook) – 0:10

## Classifiche
| Classifica (2000) | Posizione massima |
| ----------------- | ----------------- |
| Stati Uniti       | 27                |